# Pimpla sumichrasti
Pimpla sumichrasti là một loài tò vò trong họ Ichneumonidae.